# Mã số điện thoại San Marino
Các số điện thoại ở San Marino có độ dài từ 6 đến 10 số và thường bắt đầu bằng 0, 8 hoặc 9, gán cho các số điện thoại cố định, 6 được sử dụng cho các dịch vụ di động, 5 cho các dịch vụ điện thoại IP và 7 cho các số đặc biệt. Không có tiền tố trung kế nào được sử dụng: tất cả các chữ số luôn được quay số.
Mã quốc gia của San Marino là +378. Tuy nhiên, bạn cũng có thể gọi qua Ý theo mã +39.
Tiền tố của cuộc gọi quốc tế là 00. Các số khẩn cấp là 112/113 (cảnh sát), 115 (cứu hỏa) và 118 (cứu thương).

## Lịch sử
Cho đến năm 1996, San Marino là một phần của kế hoạch đánh số điện thoại của Ý, sử dụng mã vùng của Ý là 0549. Tuy nhiên, trong năm đó, nó đã áp dụng mã quốc gia của riêng mình +378, mặc dù các thỏa thuận quay số giữa San Marino và Ý vẫn tiếp tục như trước. Năm 1998, khi Ý chuyển sang gói quay số kín, San Marino đã kết hợp mã vùng 0549 vào các số thuê bao của mình.
Một số mã vùng khác ở San Marino:
- "0549 xxx xxx": từ Ý
- "+378 xxx xxx": từ phần còn lại của thế giới
- "+39 0549 xxx xxx": từ các quốc gia còn lại trên thế giới, sử dụng mã quốc gia Ý
- "+378 0549 xxx xxx": từ các quốc gia khác trên thế giới, sử dụng mã quốc gia San Marino và mã vùng Ý

Trước đây, mã +295 đã được Liên minh Viễn thông Quốc tế cấp cho San Marino vào cuối những năm 80.